# Rávan (Lítla Dímun)
Rávan è un rilievo alto 414 metri sul mare situato sull'isola di Lítla Dímun, appartenente all'arcipelago delle Isole Fær Øer, in Danimarca.